# Brodenaundorf
Brodenaundorf  ist ein Ortsteil der Gemeinde Rackwitz im Landkreis Nordsachsen des Freistaates Sachsen. Der Ort wurde am 1. Juli 1950 nach Zschortau eingemeindet und gehört mit diesem seit dem 1. März 2004 zu Rackwitz.

## Geographische Lage
Brodenaundorf liegt südlich von Delitzsch zwischen dem Werbeliner See (Restloch des ehemaligen Tagebaus Delitzsch-Südwest) im Westen und dem Lober bei Zschortau im Osten.

## Geschichte
Brodenaundorf wurde 1547 erstmals erwähnt und gehörte bis 1815 zum kursächsischen Amt Delitzsch. Durch die Beschlüsse des Wiener Kongresses kam der Ort zu Preußen und wurde 1816 dem Kreis Delitzsch im Regierungsbezirk Merseburg der Provinz Sachsen zugeteilt, zu dem er bis 1952 gehörte. Am 20. Juli 1950 erfolgte die Eingemeindung nach Zschortau. Im Zuge der Kreisreform in der DDR 1952 wurde Brodenaundorf als Ortsteil von Zschortau dem neu zugeschnittenen Kreis Delitzsch im Bezirk Leipzig zugeteilt, welcher 1994 im Landkreis Delitzsch aufging.
Durch den auf dem 8. SED-Parteitag 1971 getroffenen Entschluss des „Ausbaus der energetischen Basis“ in der DDR wurde der bisher landwirtschaftlich geprägte Landkreis Delitzsch zum Bergbaugebiet erklärt. Für die Gewinnung von Braunkohle war im Gebiet um Delitzsch der Aufschluss von fünf Tagebauen vorgesehen. Im Bereich von Brodenaundorf waren dies die Tagebaue Delitzsch-Südwest und Delitzsch-Süd. Mit dem Aufschluss des Tagebaus Delitzsch-Südwest begann im Jahr 1976 der großflächige Abbau von Braunkohle in der Region. Der Drehpunkt des Tagebaus befand sich nordwestlich des Orts. Da er sich entgegen dem Uhrzeigersinn bewegte, war der Abbruch von Brodenaundorf für einen Zeitpunkt nach 1990 vorgesehen. Durch die mit der Deutschen Wiedervereinigung 1989/90 einhergehenden Änderung der Energiepolitik blieb dem Ort dieses Schicksal jedoch erspart. Zum Zeitpunkt der vorzeitigen raschen Stilllegung des Tagebaus Delitzsch-Südwest im Jahr 1992/93 war der Tagebau erst bis Werbelin vorgedrungen, dessen Devastierung unter massiven Protesten der Bevölkerung noch durchgeführt wurde. Die Aufschließung des Tagebaus Delitzsch-Süd wurde nie realisiert. Das sich an der Stelle des ehemaligen Tagebaus Delitzsch-Südwest befindliche Restloch wurde zwischen 1998 und 2010 geflutet und bildet seitdem den Werbeliner See.
Am 1. März 2004 erfolgte die Eingemeindung der Gemeinde Zschortau mit ihren Ortsteilen in die Gemeinde Rackwitz, wodurch Brodenaundorf seitdem ein Ortsteil von Rackwitz ist.

## Verkehr
Westlich des Orts verläuft die B 184. Der nächstgelegene Bahnhof befindet sich in Zschortau.